# Alcaudete de la Jara
Alcaudete de la Jara é um município da Espanha na província de Toledo, comunidade autónoma de Castilla-La Mancha, de área 156,60 km² com população de 1959 habitantes (2004) e densidade populacional de 12,51 hab/km².

## Demografia
| Variação demográfica do município entre 1991 e 2004 | Variação demográfica do município entre 1991 e 2004 | Variação demográfica do município entre 1991 e 2004 | Variação demográfica do município entre 1991 e 2004 |
| --------------------------------------------------- | --------------------------------------------------- | --------------------------------------------------- | --------------------------------------------------- |
| 1991                                                | 1996                                                | 2001                                                | 2004                                                |
| 1410                                                | 1684                                                | 1782                                                | 1959                                                |